# Pertica Alta
Pertica Alta – miejscowość i gmina we Włoszech, w regionie Lombardia, w prowincji Brescia.
Według danych na rok 2004 gminę zamieszkiwało 608 osób, 30,4 os./km².